# Villette-sur-Ain
Villette-sur-Ain är en kommun i departementet Ain i regionen Auvergne-Rhône-Alpes i östra Frankrike. Kommunen ligger  i kantonen Chalamont som ligger i arrondissementet Bourg-en-Bresse. Kommunens areal är 19,38 km². År 2022 hade Villette-sur-Ain 763 invånare.

## Befolkningsutveckling
Antalet invånare i kommunen Villette-sur-Ain
Referens: INSEE